# 李維清
李維清（り いせい、李维清、2000年4月10日 - ）は、中国の囲碁棋士。湖南省長沙市出身、中国囲棋協会所属、九段。中国紹興（嵊州）王中王囲棋争覇戦優勝、三星火災杯世界囲碁マスターズベスト8など。

## 経歴
5歳の時に家に近い中南大学付属幼稚園に入り、そこの囲碁クラスで囲碁を学ぶ。6歳の時に長沙市の少年大会で優勝。7歳でアマチュア五段となり、湖南省の少年大会で2位。その後北京の聶衛平囲碁道場でも学ぶ。2011年に湖南囲碁チームとして全国智力運動会に出場。2012年に湖南省の九星杯囲棋選手権で優勝。
2013年、13歳でプロ初段。2014年LG杯世界棋王戦出場、2014年新人王戦ベスト4、二段。2015年世界青少年囲碁選手権大会青年組優勝。2016年三段、四段。2017年未来の星新鋭最強戦ベスト4、呉清源杯中国囲棋新秀争覇戦ベスト8、五段。2018年全国囲棋個人戦2位、博思軟件杯中国囲棋新秀争覇戦ベスト4、六段。2019年名人戦ベスト8、威孚房開杯棋王戦ベスト4、七段、八段。2020年グロービス杯世界囲碁U-20準優勝、三星火災杯ベスト8。2021年、湖南省からは羅洗河、陶欣然に続き3人目となる九段昇段。
2016年から乙級リーグに上海建橋学院チームで出場し、2017年から甲級に昇格。2020年は11勝を挙げて最多勝、また江維傑戦では4コウ無勝負となった。2022年には最佳主将賞受賞。中国囲碁棋士ランキングでは、2018年35位、2019年11位、2022年10位。

### タイトル歴
- 竜星戦 2023年
- 中国紹興（嵊州）王中王囲棋争覇戦 2023年

### 他の棋歴
国際棋戦
- 三星火災杯世界囲碁マスターズ 2020年ベスト8
- 春蘭杯世界囲碁選手権戦 2022年ベスト8
- 衢州爛柯杯世界囲碁オープン戦 2023年ベスト8
- グロービス杯世界囲碁U-20 2020年 準優勝
- 農心辛ラーメン杯世界囲碁最強戦 2021年 1-1（○元晟溱、×許家元）

国内棋戦
- 全国智力運動会少年個人 2015年3位
- 全国囲棋個人戦 2018年2位
- 中国囲棋甲級リーグ戦
  - 2016年乙級（上海建橋学院）
  - 2017年（上海建橋学院）10-16
  - 2018年（上海建橋学院）14-12
  - 2019年（上海建橋学院）11-4（最多勝）
  - 2020年（上海建橋学院）9-6
  - 2021年（上海建橋学院）8-7
  - 2022年（上海建橋学院）12-3（最佳主将賞）
  - 2023年（上海建橋学院）

## 注
1. ↑  搜狐体育「新人王赛於之莹大胜晋级四强 半决赛将战李维清」2014.2.12